# Neil Crang

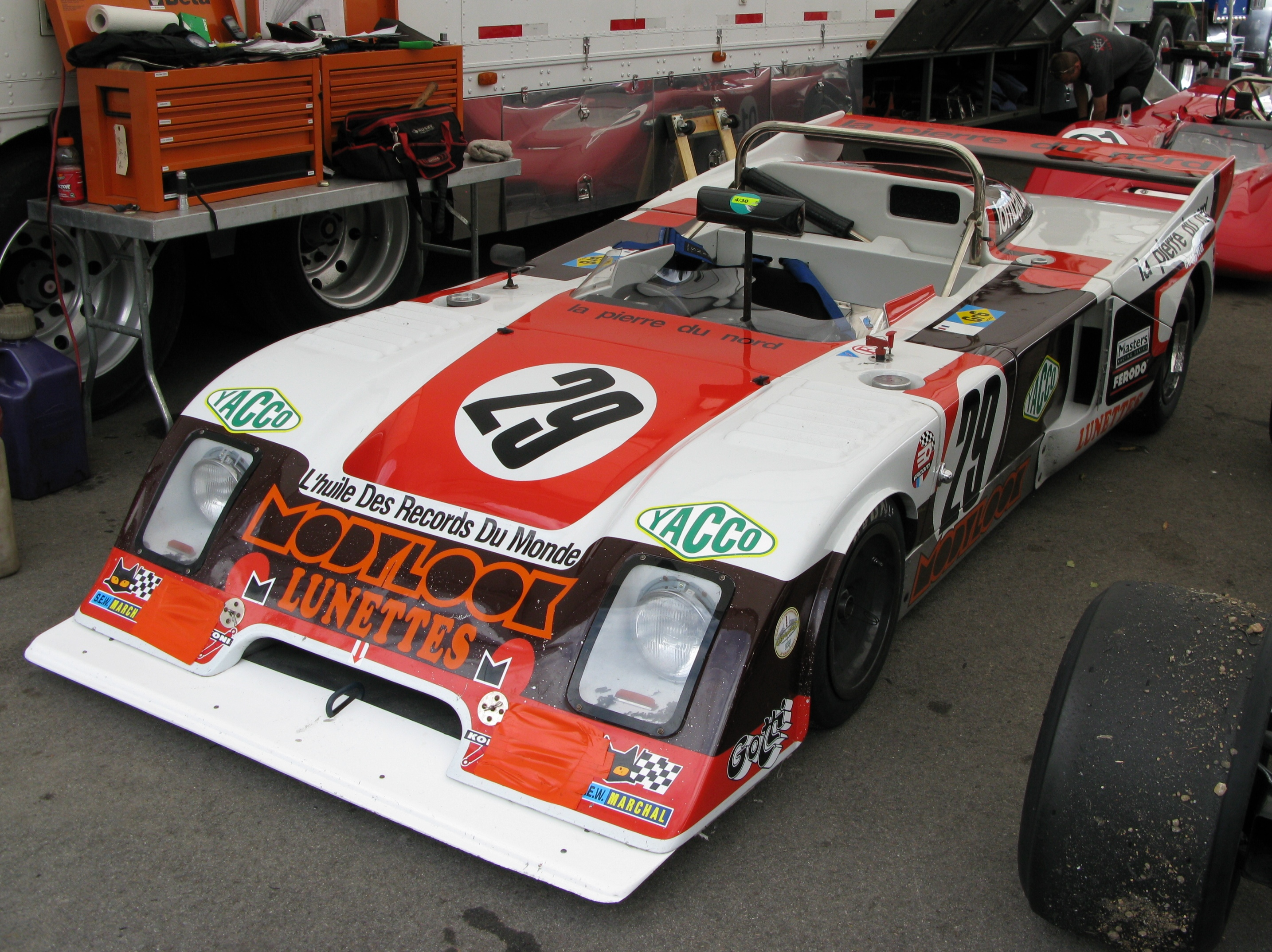
Auf einem Chevron B36 bestritt Neil Crang 1982 sein erstes 24-Stunden-Rennen von Le Mans

Neil Crang (* 31. Dezember 1949 in Melbourne; † 20. Juli 2020 ebenda) war ein australischer Autorennfahrer.

## Karriere als Rennfahrer
Neil Crang war in den 1980er-Jahren vor allem als Sportwagenfahrer aktiv. Seinen ersten Einsatz in der Sportwagen-Weltmeisterschaft hatte er 1980 beim 6-Stunden-Rennen von Brands Hatch. Als Partner von Ian Taylor und Mario Hytten beendete er das Rennen im Tiga SC79 als Gesamtvierzehnter. In den folgenden Jahren war er als Werksfahrer bei Tiga Race Cars und Spice Engineering engagiert und neben den Starts in der Weltmeisterschaft auch bei Rennen der britischen Thundersports-Serie gemeldet. Seinen einzigen Rennsieg erreichte er in dieser Serie, als er 1985 gemeinsam mit Tim Lee-Davey einen Wertungslauf im Oulton Park gewann. Bei seinem letzten Rennen gelang ihm das beste Ergebnis bei einem Weltmeisterschaftslauf, als er beim 360-km-Rennen im Sandown Park 1988 Gesamtsechster wurde.
Neil Crang startete fünfmal beim 24-Stunden-Rennen von Le Mans und zweimal beim 12-Stunden-Rennen von Sebring. Weder auf dem Circuit des 24 Heures noch in Sebring gelang ihm eine Platzierung im Schlussklassement.
1982 und 1983 versuchte er im Monopostosport gute Resultate zu erreichten und bestritt Rennen in der britischen Formel-Atlantic-Meisterschaft. Beide Saisons beendete er an sechster Stelle der Jahreswertung.

## Statistik

### Le-Mans-Ergebnisse
| Jahr | Team                     | Fahrzeug    | Teamkollege     | Teamkollege     | Platzierung     | Ausfallgrund    |
| ---- | ------------------------ | ----------- | --------------- | --------------- | --------------- | --------------- |
| 1982 | Chevron Racing Cars      | Chevron B36 | Martin Birrane  | John Sheldon    | Ausfall         | Getriebeschaden |
| 1984 | Spice Tiga Racing        | Tiga GC84   | Gordon Spice    | Ray Bellm       | Ausfall         | Motorschaden    |
| 1985 | Spice Engineering        | Tiga GC84   | Tim Lee-Davey   | Tony Lanfranchi | nicht klassiert |                 |
| 1986 | Cosmik Racing Promotions | March 84G   | Raymond Touroul | Costas Los      | Disqualifiziert |                 |
| 1987 | Dune Motorsport          | Tiga GC287  | Jean Krucker    | Duncan Bain     | Ausfall         | Motorschaden    |

### Sebring-Ergebnisse
| Jahr | Team               | Fahrzeug    | Teamkollege        | Teamkollege  | Platzierung | Ausfallgrund |
| ---- | ------------------ | ----------- | ------------------ | ------------ | ----------- | ------------ |
| 1981 | Angelo Pallavicini | Porsche 934 | Angelo Pallavicini | Dan Simpson  | Ausfall     | Defekt       |
| 1982 | Angelo Pallavicini | Porsche 935 | Angelo Pallavicini | John Sheldon | Ausfall     | Defekt       |

### Einzelergebnisse in der Sportwagen-Weltmeisterschaft
| Saison | Team                             | Rennwagen              | 1   | 2   | 3   | 4   | 5   | 6   | 7   | 8   | 9   | 10  | 11  | 12  | 13  | 14  | 15  | 16  |
| ------ | -------------------------------- | ---------------------- | --- | --- | --- | --- | --- | --- | --- | --- | --- | --- | --- | --- | --- | --- | --- | --- |
| 1980   | Taylor Racing Angelo Pallavicini | Tiga SC79 Porsche 934  | DAY | BRH | SEB | MUG | MON | RIV | SIL | NÜR | LEM | DAY | WAT | SPA | MOS | ROA | VAL | DIJ |
| 1980   | Taylor Racing Angelo Pallavicini | Tiga SC79 Porsche 934  |     | 14  |     |     |     |     |     |     |     |     |     |     |     |     |     | 12  |
| 1981   | Angelo Pallavicini               | Porsche 934            | DAY | SEB | MUG | MON | RIV | SIL | NÜR | LEM | PER | DAY | WAT | SPA | MOS | ROA | BRH |     |
| 1981   | Angelo Pallavicini               | Porsche 934            | DNF | DNF |     |     | 14  |     |     |     |     |     |     |     |     |     | 14  |     |
| 1982   | Chevron Cars                     | Chevron B36            | MON | SIL | NÜR | LEM | SPA | MUG | FUJ | BRH |     |     |     |     |     |     |     |     |
| 1982   | Chevron Cars                     | Chevron B36            |     | DNF |     | DNF |     |     |     |     |     |     |     |     |     |     |     |     |
| 1984   | Spice-Tiga Racing                | Tiga GC84              | MON | SIL | LEM | NÜR | BRH | MOS | SPA | IMO | FUJ | KYA | SAN |     |     |     |     |     |
| 1984   | Spice-Tiga Racing                | Tiga GC84              |     | DNF | DNF | 13  | 10  |     | 9   | 10  |     |     | 10  |     |     |     |     |     |
| 1985   | Spice Engineering                | Tiga GC84              | MUG | MON | SIL | LEM | HOK | MOS | SPA | BRH | FUJ | SEL |     |     |     |     |     |     |
| 1985   | Spice Engineering                | Tiga GC84              |     |     | DNF | DNF |     |     |     | DNF |     |     |     |     |     |     |     |     |
| 1986   | Cosmik Racing Tiga Team          | March 84G Tiga GC86    | MON | SIL | LEM | NÜN | BRH | JER | NÜR | SPA | FUJ |     |     |     |     |     |     |     |
| 1986   | Cosmik Racing Tiga Team          | March 84G Tiga GC86    |     |     | DNF |     | DNF |     | 11  | DNF |     |     |     |     |     |     |     |     |
| 1987   | Dune Motorsport                  | Tiga GC287             | JAR | JER | MON | SIL | LEM | NÜN | BRH | NÜR | SPA | FUJ |     |     |     |     |     |     |
| 1987   | Dune Motorsport                  | Tiga GC287             |     |     | DNF | 12  | DNF |     |     |     | DNF |     |     |     |     |     |     |     |
| 1988   | Baker Racing Team Davey          | Tiga GC286 Porsche 962 | JER | JAR | MON | SIL | LEM | BRÜ | BRH | NÜR | SPA | FUJ | SAN |     |     |     |     |     |
| 1988   | Baker Racing Team Davey          | Tiga GC286 Porsche 962 |     |     |     |     |     |     |     | DNF |     |     | 6   |     |     |     |     |     |